# 朗热 (安德尔省)
朗热（法語：Langé，法語發音：[lɑ̃ʒe]）是法国安德尔省的一个市镇，位于该省北部，属于沙托鲁区。

## 地理
朗热（47°4'26"N, 1°30'49"E）面积20.63 平方千米，位于法国中央-卢瓦尔河谷大区安德尔省，该省份为法国中部省份，北起卢瓦-谢尔省，西北接安德尔-卢瓦尔省，西南接维埃纳省，南至克勒兹省和上维埃纳省，东临谢尔省。
与朗热接壤的市镇（或旧市镇、城区）包括：博德尔、热埃、吕赛勒马勒、纳翁河畔维克。

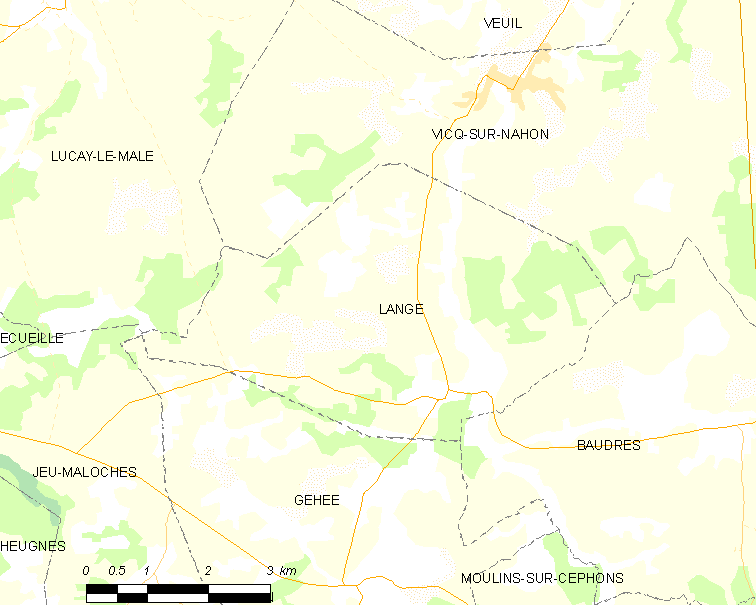
的OSM定位图

朗热的时区为UTC+01:00、UTC+02:00（夏令时）。

## 行政
朗热的邮政编码为36600，INSEE市镇编码为36092。

## 政治
朗热所属的省级选区为瓦朗赛县。

## 人口

1962-2008年间人口变化图示

朗热于2022年1月1日时的人口数量为260人。